# RID
Řád pro mezinárodní železniční přepravu nebezpečných věcí (francouzsky Règlement concernant le transport international ferroviaire des marchandises dangereuses – RID) je mezinárodní smlouva určující podmínky pro přepravu nebezpečných látek po železnici. Je součástí Úmluvy o mezinárodní železniční přepravě (francouzsky Convention relative aux transports internationaux ferroviaires – COTIF). Tato úmluva byla přijata dne 9. května 1980 v Bernu a byla vyhlášena pod č. 8/1985 Sb. 

## Obsah smlouvy
Řád pro mezinárodní železniční přepravu nebezpečných věcí (RID) je přípojkem C Úmluvy o mezinárodní železniční dopravě. Tento řád platí pro mezinárodní přepravu nebezpečných věcí po železničních tratích na území smluvních států RID. Řád také v příloze stanovuje nebezpečné věci, které jsou z mezinárodní přepravy vyloučeny.
Smlouva je rozdělena do sedmi částí. První část se věnuje všeobecným ustanovením, vymezením pojmů apod. Druhá část se zabývá samotnou klasifikací jednotlivých látek. Třetí část obsahuje seznam nebezpečných věcí, zvláštní ustanovení a vynětí z platnosti. Čtvrtou částí je ustanovení o používání obalů a cisteren. Pátá část se věnuje postupům při odesílání, šestá požadavkům na konstrukci a zkoušení obalů, nádob a cisteren a sedmá obsahuje ustanovení o podmínkách přepravy, nakládky, vykládky a manipulace. Celá smlouva má v českém znění 1208 stran.
Zatím poslední změny v tomto řády byly přijaty 1. ledna 2017.

## Členové
K 1. srpnu 2016 byly členskými státy dohody RID Albánie, Alžírsko, Arménie, Ázerbájdžán, Belgie, Bosna a Hercegovina, Bulharsko, Černá Hora, Česko, Dánsko, Estonsko, Finsko, Francie, Gruzie, Chorvatsko, Írán, Irsko, Itálie, Lichtenštejnsko, Litva, Lotyšsko, Lucembursko, Maďarsko, Maroko, Monako, Německo, Nizozemsko, Norsko, Polsko, Portugalsko, Rakousko, Rumunsko, Řecko, Severní Makedonie, Slovensko, Slovinsko, Spojené království, Srbsko, Španělsko, Švédsko, Švýcarsko, Tunisko, Turecko, Ukrajina. Členství Iráku, Libanonu a Sýrie je pozastaveno, dokud se neobnoví mezinárodní doprava v těchto oblastech.